# (1661) Granule
(1661) Granule ist ein Asteroid des Hauptgürtels, der am 31. März 1916 vom deutschen Astronomen Max Wolf in Heidelberg entdeckt wurde.
Benannt wurde der Asteroid nach den von Edward Gall entdeckten Gall-Körpern (engl.: Gall's granule) in den Lymphozyten.